# British Home Championship 1923/24
Die British Home Championship 1923/24 war die 36. Auflage des im Round-Robin-System ausgetragenen Fußballwettbewerbs zwischen den vier britischen Nationalmannschaften von England, Irland (ab 1950/51 Nordirland), Schottland und Wales.
Während des Wettbewerbs wurde erstmals ein Fußballländerspiel im eigens für die britische Kolonialausstellung errichteten British Empire Exhibition Stadium, dem späteren Wembley Stadium, ausgetragen.
| Pl. | Nationalmannschaft | Sp. | S | U | N | Tore    | Punkte |
| --- | ------------------ | --- | - | - | - | ------- | ------ |
| 1.  | Wales              | 3   | 3 | 0 | 0 | 005:100 | 06:0   |
| 2.  | Schottland         | 3   | 1 | 1 | 1 | 003:300 | 03:30  |
| 3.  | Irland             | 3   | 1 | 0 | 2 | 002:400 | 02:40  |
| 4.  | England            | 3   | 0 | 1 | 2 | 003:500 | 01:50  |

|                                                              |   |            |           |
| 20. Oktober 1923 in Belfast (Windsor Park)                   |   |            |           |
| Irland                                                       | – | England    | 2:1 (1:1) |
| 16. Februar 1924 in Cardiff (Ninian Park)                    |   |            |           |
| Wales                                                        | – | Schottland | 2:0 (0:0) |
| 1. März 1924 in Glasgow (Celtic Park)                        |   |            |           |
| Schottland                                                   | – | Irland     | 2:0 (0:0) |
| 3. März 1924 in Blackburn (Ewood Park)                       |   |            |           |
| England                                                      | – | Wales      | 1:2 (0:0) |
| 15. März 1924 in Belfast (Windsor Park)                      |   |            |           |
| Irland                                                       | – | Wales      | 0:1 (0:0) |
| 12. April 1924 in London (British Empire Exhibition Stadium) |   |            |           |
| England                                                      | – | Schottland | 1:1 (0:1) |